# Sillaginodes
Sillaginodes is een geslacht van straalvinnige vissen uit de familie van witte baarzen (Sillaginidae).

## Soort
- Sillaginodes punctatus (Cuvier, 1829)